# Valmunster
Valmunster là một xã trong vùng Grand Est, thuộc tỉnh Moselle, quận Boulay-Moselle, tổng Boulay-Moselle. Tọa độ địa lý của xã là 49° 14' vĩ độ bắc, 06° 30' kinh độ đông. Valmunster nằm trên độ cao trung bình là 215 mét trên mực nước biển, có điểm thấp nhất là 209 mét và điểm cao nhất là 320 mét. Xã có diện tích 3,14 km², dân số vào thời điểm 1999 là 94 người; mật độ dân số là 29 người/km².

## Thông tin nhân khẩu
| 1962 | 1968 | 1975 | 1982 | 1990 | 1999 |
| ---- | ---- | ---- | ---- | ---- | ---- |
| 74   | 81   | 64   | 82   | 96   | 94   |